# Osiek-Wólka
Osiek-Wólka – wieś w Polsce, położona w województwie mazowieckim, w powiecie ciechanowskim, w gminie Gołymin-Ośrodek.
| SIMC    | Nazwa       | Rodzaj    |
| ------- | ----------- | --------- |
| 0115269 | Osiek Dolny | część wsi |

W latach 1975–1998 wieś administracyjnie należała do województwa ciechanowskiego.